# Туровское
Туровское — село в Степановском сельском поселении Галичского района Костромской области России.

## География
Село расположено на северо-восточном берегу Галичского озера.

## Название
Название села происходит от названия мерянского идола Тура.

## История
Село является одним из древнейших поселений на территории Галичского района.  Мерянское поселение существовало здесь и в дохристианскую эпоху. В 1835 году близ села был найден Галичский клад бронзовых предметов приблизительно XIII века до н.э. В 1836 году Д. С. Бестужев, племянник владелицы имения в Туровском Натальи Ивановны Чалеевой, передал остановившемуся в селе епископу Павлу (Подлипскому) металлические предметы, найденные годом ранее при постройке плотины на речке Лыкшенки, среди которых была фигурка языческого идола с головой и ногами из красной меди. Сейчас она хранится в Государственном историческом музее под названием «Туровский идол». На расположенной рядом с селом Туровской горе раньше была кумирня и стояло скульптурное изображение идола Тура.
В 1924 году при раскопках в селе В. А. Городцов открыл здесь стоянку времён медно-бронзового века. На основе болотной железной руды здесь развилась железная культура. Железо вырабатывали при помощи очажного способа выплавки в глиняных сосудах, поставленных на горящий костер.
Село было одним из любимых мест охоты галичских князей. Согласно древним описям Галича во время существования Галичского княжества оно носило название Мыльное, по расположенным в нём мыльным заводам. В селе имелось 9 православных церквей.
В начале XVII века село относилось к Пемскому стану. В 1629 году оно принадлежало Ивану Зиновьеву, от которого перешло к Перелешиным и Сипягиным. В 1673 году Туровское от Перелешиных по наследству перешло к Лермонтовым. В 1780 году Туровское вместе с деревнями Салово, Лежнево, Федурино, Чаплово принадлежало Ивану Михайловичу и Григорию Михайловичу Лермонтовым.
В конце XVIII века имение в качестве приданого получил Иван Иванович Чалеев при женитьбе на дочери макарьевского прокурора Осипа Никитича Френева Фекле Осиповне. Их дочь Н. И. Чалеева выстроила в селе в 1815 году каменную церковь Иоакима и Анны. После её смерти селом владел начальник губернского жандармского ополчения генерал-майор И. Н. Чалеев. Во второй половине XIX века он построил в усадьбе одноэтажный деревянный дом на кирпичном цоколе дом. Позже он продал усадьбу подрядчику из местных крестьян Щетинину, который владел усадьбой до 1918 года. Рядом с усадьбой Чалеевых в селе в начале XIX века располагалась усадьба Сумароковых.
Согласно Спискам населенных мест Российской империи в 1872 году село относилось к 1 стану Галичского уезда Костромской губернии. В нём числилось 14 дворов, проживали 61 мужчина и 90 женщин. В селе имелась православная церковь.
Согласно переписи населения 1897 года в селе проживало 106 человек (41 мужчина и 65 женщин).
Согласно Списку населенных мест Костромской губернии в 1907 году село относилось к Быковской волости Галичского уезда Костромской губернии. По сведениям волостного правления за 1907 год в нём числилось 18 крестьянских дворов и 87 жителей. В селе имелась школа. Основными занятиями жителей села, помимо земледелия, были малярный и плотницкий промыслы.
До муниципальной реформы 2010 года село входило в состав Толтуновского сельского поселения.

## Население
Численность населения села менялась по годам:
| Население по годам  |      |      |      |      |      |      |
| Год                 | 1877 | 1897 | 1907 | 2004 | 2008 | 2012 |
| Жителей             | 151  | 106  | 87   | 101  | 88   | 89   |
| Крестьянских дворов | 14   | 18   | 20   | 38   | 36   | 34   |

## Комментарии
1. ↑  В сельце Туровском, располагавшемся в той же волости того же уезда, на почтовом тракте из Чухломы в Галич, проживало 10 человек (5 мужчин и 5 женщин)
2. ↑  В сельце Туровском, располагавшемся в той же волости того же уезда, на почтовом тракте из Чухломы в Галич, проживало 11 человек в 2 дворах.